# Coordinatore di intimità
Il coordinatore di intimità è un professionista dello spettacolo incaricato di supervisionare le scene di sesso simulato per garantire la tranquillità degli attori coinvolti. Lavora insieme a registi e coreografi per progettare le scene intime tenendo in considerazione gli interessi degli attori.

## Storia
La figura del coordinatore di intimità era già presente nel mondo dello spettacolo statunitense, ma si afferma con maggiore importanza nel 2017 in seguito al caso Weinstein e alla conseguente nascita del movimento MeToo. Questi eventi evidenziarono la diffusione sistemica di molestie sessuali ai danni degli attori, in particolare delle donne. Varie attrici come Emily Meade iniziarono a chiedere assicurazioni professionali per il loro benessere sul set, indicando come le dinamiche di potere sbilanciate ivi presenti facciano sentire gli attori e le attrici, in particolare quelli esordienti, impossibilitati ad esprimere il proprio disagio circa certe scene.